# 徐學聚
徐學聚（1545年—1616年），字敬舆，號石樓，浙江蘭谿人，明朝政治人物，同進士出身。

## 生平
工部屯田司郎中徐用光之子。萬曆四年（1576年）丙子科浙江鄉試第八十七名，萬曆十一年（1583年）登進士第三甲第一百六十一名。礼部觀政，授江西浮梁縣知縣，十三年调繁吉水县，十七年十月擢礼科给事中，十九年二月出任湖广按察司佥事，二十一年十二月升江西左参议管粮，二十三年六月升山东提学副使，二十六年七月升本省右参政，二十八年三月升河南按察使、兵备汝南（信陽兵备），本年改山东按察使，二十九年四月升福建右布政使，三十二年进左布政使，本年七月升都察院右佥都御史、巡抚福建地方，所到之處，皆有政績。万历三十年（1602年）七月，明神宗误信税使阎应龙、张嶷妄言吕宋多产金银，派海澄县丞王時和、百戶干一成等人偕张嶷前往勘金，引起西班牙殖民者的恐惧，于次年大规模屠杀当地华人，先后死者二万五千人。惨案发生后，徐学聚虽奉朝命移檄吕宋，数以擅杀罪，令送死者妻子归，竟不能讨。万历三⼗五年（1607年）二月南京科道纠拾，六月令回籍听用，歸里不久卒於家。

## 著作
著有《國朝典汇》二百卷、《歷朝璫鑒》四卷等。

## 家族
曾祖父徐講、祖父徐袍，曾任貢士，贈承德郎工部主事、父親徐用光，曾任工部主事。母唐氏（封安人）。子徐与稽、徐与參。